# Munsbach
Munsbach (en luxemburguès: Mënsbech: en alemany: Munsbach) és una vila de la comuna de Schuttrange del districte de Luxemburg al cantó de Luxemburg. Està a uns 10,1 km de distància de la Ciutat de Luxemburg.